# (28129) Teresummers
(28129) Teresummers est un astéroïde de la ceinture principale d'astéroïdes.

## Description
(28129) Teresummers est un astéroïde de la ceinture principale d'astéroïdes. Il fut découvert le 26 septembre 1998 à Socorro (Nouveau-Mexique) par le projet LINEAR. Il présente une orbite caractérisée par un demi-grand axe de 2,32 UA, une excentricité de 0,08 et une inclinaison de 4,2° par rapport à l'écliptique.